# Guerre franco-suédoise (1805-1810)
 (signalé en mai 2025).
Si vous disposez d'ouvrages ou d'articles de référence ou si vous connaissez des sites web de qualité traitant du thème abordé ici, merci de compléter l'article en donnant les références utiles à sa vérifiabilité et en les liant à la section « Notes et références ».
- Archive Wikiwix
- Bing
- Cairn
- DuckDuckGo
- E. Universalis
- Gallica
- Google
- G. Books
- G. News
- G. Scholar
- Persée
- Qwant
- (zh) Baidu
- (ru) Yandex
- (wd) trouver des œuvres sur Wikidata

La guerre franco-suédoise, aussi appelée guerre de Poméranie, est un conflit opposant l'Empire français au royaume de Suède de 1805 à 1810.
La Suède déclare la guerre à la France le 31 octobre 1805 dans le cadre de la Troisième Coalition. Une armée française envahit la Poméranie suédoise en janvier 1807 et met le siège devant Stralsund. La ville capitule en août. Napoléon envisage par la suite d'envahir la Suède mais ce plan n'est jamais mis à exécution.
Le traité de Paris, signé le 6 janvier 1810, met officiellement un terme à la guerre. La Suède récupère la Poméranie suédoise en échange de son adhésion au blocus continental